# Brabham BT50
O  BT50  é o modelo utilizado da Brabham na temporada de 1982 de Fórmula 1. Condutores: Nelson Piquet e Riccardo Patrese. O BT50 foi utilizado nos GPs: Mônaco, Leste dos Estados Unidos e Canadá (apenas Piquet) e pelos dois pilotos em dez provas: África do Sul, Bélgica, Holanda e as sete provas restantes da temporada. 

## Resultados[1]
(legenda) (em negrito indica pole position e itálico volta mais rápida)
| Ano  | Chassi | Motor               | Pneus | N° | Pilotos          | 1   | 2   | 3   | 4     | 5   | 6   | 7   | 8   | 9   | 10  | 11  | 12  | 13  | 14  | 15  | 16  | Pontos | Posição |  |
| ---- | ------ | ------------------- | ----- | -- | ---------------- | --- | --- | --- | ----- | --- | --- | --- | --- | --- | --- | --- | --- | --- | --- | --- | --- | ------ | ------- |  |
|      |        |                     |       |    |                  |     |     |     |       |     |     |     |     |     |     |     |     |     |     |     |     |        |         |  |
|      |        |                     |       |    |                  | RSA | BRA | USW | SMR   | BEL | MON | USE | CAN | NED | GBR | FRA | GER | AUT | SUI | ITA | LVS |        |         |  |
| 1982 | BT50   | BMW M12/13 L4 turbo | G     | 1  | Nelson Piquet    | Ret |     |     | [ 2 ] | 5   | Ret | NQ  | 1   | 2   | Ret | Ret | Ret | Ret | 4   | Ret | Ret | 221    | 7°      |  |
| 1982 | BT50   | BMW M12/13 L4 turbo | G     | 2  | Riccardo Patrese | Ret |     |     | [ 2 ] | Ret |     |     |     | 15  | Ret | Ret | Ret | Ret | 5   | Ret | Ret | 221    | 7°      |  |

↑1  Piquet e Patrese utilizaram o BT49D com motor Ford V8 no GP do Brasil e no GPs: Mônaco, Leste dos Estados Unidos e Canadá (apenas Patrese). No Oeste dos Estados Unidos (apenas Piquet) e Patrese conduziu o BT49C. Com esses chassis, Patrese marcou 19 pontos (4 pontos com o BT49C e 15 pontos com BT49D). Terminou em 9º lugar.